# Aplysina lingua
Aplysina lingua är en svampdjursart som beskrevs av Pinheiro, Hajdu och Custodio 2007. Aplysina lingua ingår i släktet Aplysina och familjen Aplysinidae. Inga underarter finns listade i Catalogue of Life.